# Едгар Лунгу
Едгар Чагва Лунгу (11 ноември 1956 г. – 5 юни 2025 г.) е замбийски политик, шести президент на Замбия от 26 януари 2015 г. до 24 август 2021 г.
Преди да стане министър на отбраната, Лунгу е министър на вътрешните работи на Замбия. При президента Майкъл Сата  Лунгу е министър на отбраната за малко над година, както и на правосъдието за около 5 месеца. След смъртта на Сата през октомври 2014 г. Лунгу е приет като кандидат на Патриотичния фронт в Конвент на партията в Кабуе за междинните президентски избори през януари 2015 г., които трябва да определят кой ще служи до края на мандата на Сата. На изборите той побеждава с малка преднина опозиционния кандидат Хакаинде Хичилема и встъпва в длъжност на 26 януари 2015 г. 
През август 2016 г., след проведените общи избори, Едгар Лунгу е избран за пълен президентски мандат като побеждава Хичилема с около 100 000 гласа. След изборите Хичилема обвинява Лунгу в корупция, но случаят е прекратен.[източник? (Поискан преди 33 дни)]
На общите избори през 2021 г. Лунгу е победен от дългогодишния си опозиционен лидер Хакаинде Хичилема, който взима мнозинството с над 1 милион гласа повече за него.

## Личен живот и смърт
През 1986 година Едгар Лунгу се жени за Естер Лунгу и има 6 деца, включително Тасила Лунгу, която става член на парламента в Замбия през 2021 г. Той и семейството му са баптисти.
На 5 януари 2017 г. е публикувана книгата Against All Odds – биография на Лунгу, написана от замбийският журналист Антъни Муквита.
През март 2015 г. е разкрито, че Едгар Лунгу се лекува за ахалазия извън страната. През юни 2021 г. той колабира по време на военно събитие заради хипогликемичен пристъп (ниска кръвна захар), което е свързано с ахалазията.
В началото на 2025 г. Лунгу пътува до ЮАР, за да получи специализирано лечение. До май същата година състоянието му е стабилно. Сутринта на 5 юни 2025 г. Лунгу умира в Претория, ЮАР на 68-годишна възраст.